# Арибо фон Майнц
Арибо фон Майнц (на немски: Aribo; * 990; † 6 април 1031 в Комо) е от 1021 до 1031 г. архиепископ на Майнц. Роднина е на император Хайнрих II.

## Биография
Произлиза от баварския род Арибони и е син на пфалцграф Арибо I от Бавария († сл. 1000) и на Адала († сл. 1020), най-възрастната дъщеря на пфалцграф Хартвиг I от Бавария. Брат е на пфалцграф Хартвиг II († 1027). По-голям полубрат е на Зигхард VII († 1044), граф в Химгау, Хартвиг († 1039), епископ на Бриксен (1022 – 1039), и на граф Енгелберт IV († 1040) от рода на Зигхардингите.
През 1004 г. Арибо и майка му Адала основават женския манастир Гьос (днес част от Леобен), чиято първа абатеса през 1020 г. става сестра му Кунигунда. През 1020 г. е дякон в Залцбург. Император Хайнрих II го взема по това време в дворцовата капела. Като негов роднина той действа там с братовчед си Пилгрим, който през юни 1021 г. получава архиепископство Кьолн. През септември 1021 г. Арибо получава архиепископство Майнц. Той основава абатството Хазунген.
Арибо допринася през 1024 г. за избора на Конрад II за крал и го коронова на 8 септември 1024 г. в Майнц, но отказва помазването на кралица Гизела, понеже не признава брака им заради близката им родственост.
Арибо е ерцкапелан и ерц-канцлер за Германия и от 1025 г. и на Италия. След две години участва в похода на Конрад II до Рим и в Латеранския синод.
Умира в Комо при връщането му от поклонение в Рим. Погребан е в катедралата на Майнц.